# Glochidion decorum
Glochidion decorum är en emblikaväxtart som beskrevs av Johannes Jacobus Smith. Glochidion decorum ingår i släktet Glochidion och familjen emblikaväxter. Inga underarter finns listade i Catalogue of Life.